# شهرستان آنلونگ
شهرستان آنلونگ (به لاتین: Anlong County) یک منطقهٔ مسکونی در چین است که در کیانشینان واقع شده‌است.